# Мали Тополовац
Мали Тополовац (рум. Topolovățu Mic) насеље је у Румунији у округу Тимиш у општини Велики Тополовац. Oпштина се налази на надморској висини од 102 m.

## Историја
По "Румунској енциклопедији" место које има српски назив "Тополовац", основано је 1783. године. Тек 1828. године одвајају се Велики и Мали Тополовац, у посебна насеља.

## Становништво
Према подацима из 2021. године у насељу је живело 115 становника.